# Дубјук
Дубјук (енгл. Dubuque) град је у америчкој савезној држави Ајови. По попису становништва из 2010. у њему је живело 57.637 становника, што га чини осмим по величини градом у Ајови. Налази се на месту спајања три америчке савезне државе — Ајове, Илиноиса и Висконсина. Представља главни комерцијални, индустријски, образовни и културни центар државе. Најстарији је град у Ајови и одиграо је кључну улогу у раном насељавању државе.

## Географија
Дубјук се налази на надморској висини од 188 m.

## Демографија
Према попису становништва из 2010. у граду је живело 57.637 становника, што је -49 (-0.1%) становника више него 2000. године.
|                   | 2010.           | 2000.           |
| Укупно            | 57 637 (100,0%) | 57 686 (100,0%) |
| Белци             | 52 007 (90,23%) | 55 035 (95,40%) |
| Афроамериканци    | 2 302 (3,994%)  | 700 (1,213%)    |
| Хиспаноамериканци | 1 383 (2,400%)  | 911 (1,579%)    |
| Остали            | 1 286 (2,231%)  | 650 (1,127%)    |
| Азијати           | 659 (1,143%)    | 390 (0,676%)    |

## Партнерски градови
- Дорнбирн
- Пјатигорск
- Хандан